# Ville-la-Grand
Ville-la-Grand este o comună în departamentul Haute-Savoie din sud-estul Franței. În 2019 avea o populație de 9.050 de locuitori.

## Evoluția populației
| An        | 1975  | 1982  | 1990  | 1999  | 2006  | 2009  |
| --------- | ----- | ----- | ----- | ----- | ----- | ----- |
| Populație | 4.778 | 4.723 | 6.469 | 6.989 | 6.955 | 7.627 |